# Clockwise
『Clockwise』（クロックワイズ）は、日本のネオアコ・バンドである b-flower の 6th アルバム。1996年3月27日に東芝EMIより発売された。うち2曲がシングルカットされた。
プロデュースは、福富幸宏。ストリングスやブラスの外部ミュージシャンが数多く参加しており、その際の編曲には長谷川智樹を起用している。
当時のインタビューより「昔キンクスがロンドンを歌って、今やったらブラーとかが自分たちの聴いてきた音楽を反映した形で今のロンドンを歌ってるっていうのと全く同じように、今度は自分らの近郊都市を、それこそ戦後日本みたいな感じで、街の歩みと自分たちの経験の歩みと照らし合わせながら。これは作ってる時は意識してなかったんやけど、出来上がったらそうなってるなぁって思った」
後年の八野言「このアルバムは b-flower としては結構異色の作品として語られることが多いんですが、僕たちとしてはそれほど異色な感じはないんです。確かにそれまでのアルバムでは「繊細なネオアコバンド」というイメージが強かっただろうから、音質的にハードなこのアルバムを聴いて「こんなになっちゃって・・・」という声もあったけど、もともとネオアコという音楽様式を再現するために集まったバンドではないので、これくらいの振れ幅は小さなもの。まあ、どんなハードな曲でも僕がこの声で歌えばネオアコと分類されちゃうんですがね。面白いでしょ」

## 収録曲
1. ワイルド・ボーイ (3:52)
  - 作詞・作曲：八野英史
2. 内緒にしよう（Common Love In Suburbia） (2:48)
  - 作詞：八野英史、作曲：八野英史・岡部亘（岡部わたる）
3. Jet Jet Coaster (4:33)
  - 作詞・作曲：八野英史
  - 5th シングルとしてカットされた。
4. グレープフルーツ・スプーン・マン (5:22)
  - 作詞：八野英史、作曲：岡部亘
5. 給水塔から (5:30)
  - 作詞：八野英史、作曲：鈴木浩
6. ミドルクラス (2:59)
  - 作詞：八野英史、作曲：宮大
7. 臨海ニュータウン (3:29)
  - 作詞：八野英史、作曲：宮大、ストリングス編曲：長谷川智樹
  - アコースティック・バージョンが、6th シングル『明星』のカップリングとなっている。
8. Local Daily News (1:41)
  - 作詞・作曲：八野英史
  - 『臨海ニュータウン』と『Local Daily News』はメドレー的につながっている。
9. 21世紀のダーウィン (3:45)
  - 作詞：八野英史、作曲：岡部亘、ブラス編曲：長谷川智樹
10. Ben & Lucy (4:07)
  - 作詞：八野英史、作曲：宮大、ブラス編曲：長谷川智樹
11. 平日ダイヤ (3:43)
  - 作詞・作曲：八野英史、ストリングス編曲：長谷川智樹
12. 太陽の雫 (5:02)
  - 作詞・作曲：八野英史
  - 4th シングルカット。TV番組『シブヤ系うらりんご』のエンディングテーマ。

## クレジット
- 八野英史 - ヴォーカル、アコースティック・ギター、エレクトリック・ギター、コーラス
- 岡部亘（岡部わたる） - ドラムス、パーカッション、コーラス、エレクトリック・ギター、アコースティック・ギター
- 宮大 - ベース、プログラミング
- 鈴木浩 - エレクトリック・ギター

### 参加ミュージシャン
- 福富幸宏 - キーボード、EFX
- 冨田譲 - ピアノ、Korg BX-3
- 加藤 Joe 高志ストリングス - ストリングス(7)
- 加藤 Joe 高志カルテット - ストリングス(11)
- 数原晋 - トランペット(9)(10)
- 中川英二郎 - トロンボーン(9)(10)
- 平原まこと - テナーサックス(11)
- 荻野晋 - チューバ(9)
- 山本拓夫 - フルート(11)
- 山添昭彦 - ギターサウンド・スーパーバイザー

### その他
- プロデュース - 福富幸宏
- 録音ミックス - 上原キコウ
- レコーディング・エンジニア - 日下貴世志(7)(8)

## 備考
- 2010年現在、廃盤。